# Maniak (film, 2009)
Maniak (ang. název: Basement Jack) je americký hororový film z roku 2009. Film režíroval Michael Shelton.

## Děj
Karen Cook, středoškolačka, je jediná, která přežila útok sedmnáctiletého maniaka s přezdívkou Basement Jack v jejím domě. To jí obrátilo život naruby a pořád žije ve strachu, že vrah je na svobodě, i když je ve vězení. Po jedenácti letech, v roce 2006, je vrah propuštěn kvůli justiční chybě a po roce začne opět vraždit v okolí města Downers Grove. Karen, která se ve městě nachází a je podezřelá, je v nebezpečí a nemá jinou možnost, než zabít Basementa Jacka dřív, než on zabije ji.